# Apiolo
L'apiolo è un fenilpropanoide presente nell'olio essenziale di prezzemolo. È la sostanza responsabile degli effetti abortivi del prezzemolo a causa delle contrazioni che provoca alla muscolatura liscia uterina.